# 찰스 킹스퍼드 스미스
찰스 에드워드 킹스퍼드 스미스(Charles Edward Kingsford Smith, 1897년 2월 9일 ~ 1935년 11월 8일)는 오스트레일리아의 비행사이며, 스미시(Smithy)라는 별명으로 알려져있다.

## 생애
1915년 오스트레일리아 육군에서 복무했으며, 이후 1917년 영국 육군 항공대로 자리를 옮겼다. 그 뒤 1918년 영국 왕립공군에 배속되었으며, 1919년에 소집 해제되었다.
1928년 미국 캘리포니아주 오클랜드에서 오스트레일리아 퀸즐랜드주 브리즈번으로 비행기를 몰아 최초로 태평양 횡단 비행을 했으며, 이후 멜버른에서 퍼스까지 비행에 성공해 최초로 오스트레일리아 본토 무착륙 횡단을 달성하였다. 그 뒤 뉴사우스웨일스주 리치먼드에서 뉴질랜드 크라이스트처치 인근의 위그램까지 비행하여 최초의 태즈먼해 횡단을 이룩했으며, 1930년 영국에서 오스트레일리아 시드니로의 비행 및 1934년 최초의 오스트레일리아발 미국행 비행을 완수하였다.
1935년 11월 영국과 오스트레일리아 사이의 횡단 속도를 개선하기 위한 비행을 하던 도중 안다만해 인근에서 폭풍을 만나 실종되었으며, 18개월 뒤 버마의 어부들이 마르타반만의 아예섬에서 비행기의 잔해를 발견하였다.
시드니 킹스포드 스미스 국제공항이 그의 이름을 따서 붙여졌으며, 킹스포드 스미스가 최초로 몰던 비행기인 서던크로스(Southern Cross)는 브리즈번 공항 국제터미널 인근에 위치한 찰스 킹스포드 스미스 박물관에 전시되어 있다.
또한 1966년부터 1994년까지 발행된 20 오스트레일리아 달러 지폐에 킹스포드 스미스의 초상이 사용되었으며, 1997년 킹스포드 스미스 탄생 100주년을 기념해 1 오스트레일리아 달러 동전에 그의 초상이 새겨졌다.